# Bud Ross
Pour les articles homonymes, voir Ross.
Aaron Crawford Ross, connu sous le nom de scène Bud Ross, (né le 8 novembre 1868 à Springfield dans l'Illinois et mort le 19 mars 1932  à Los Angeles, Californie) est un acteur et scénariste américain de la période du cinéma muet.

## Filmographie partielle

### Comme acteur
- 1912 : The Burglar's Dilemma de D. W. Griffith
- 1913 : A Sprig of Shamrock de William Robert Daly
- 1913 : The Twins (réalisateur inconnu)
- 1913 : Billy in Armor (réalisateur inconnu)
- 1913 : Bottled Love de Wray Bartlett Physioc (en)
- 1914 : Le Milliardaire (it) de James Kirkwood Sr.
- 1914 : Who's Looney Now? (it) (réalisateur inconnu)
- 1915 : Shot in a Bar Room (réalisateur inconnu)
- 1915 : Pool Sharks d'Edwin Middleton
- 1915 : A Corner in Cats (réalisateur inconnu)
- 1915 : His Lordship's Dilemma (en) de William F. Haddock (en)
- 1915 : Ethel's Romeos (en) d'Edwin Middleton
- 1915 : The Reformer d'Edwin Middleton
- 1915 : Zablitzky's Waterloo (réalisateur inconnu)
- 1915 : Beauty in Distress (réalisateur inconnu)
- 1915 : The House Party (réalisateur inconnu)
- 1915 : The Widow Wins d'Edwin Middleton
- 1915 : Curing Cissy d'Edwin Middleton
- 1915 : Cissy's Innocent Wink d'Edwin Middleton
- 1915 : Hunting (réalisateur inconnu)
- 1916 : Leave It to Cissy d'Edwin Middleton
- 1917 : Back Stage d'Arvid E. Gillstrom
- 1917 : The Hero d'Arvid E. Gillstrom
- 1917 : Dough Nuts d'Arvid E. Gillstrom
- 1917 : The Villain d'Arvid E. Gillstrom
- 1917 : The Millionaire d'Arvid E. Gillstrom
- 1917 : The Goat d'Arvid E. Gillstrom
- 1917 : The Hobo d'Arvid E. Gillstrom
- 1917 : The Pest d'Arvid E. Gillstrom
- 1918 : His Day Out d'Arvid E. Gillstrom
- 1918 : The Rogue d'Arvid E. Gillstrom
- 1918 : The Orderly d'Arvid E. Gillstrom
- 1918 : Playmates de Charley Chase
- 1918 : He's in Again de Charley Chase
- 1920 : A Rare Bird de Frank Griffin
- 1921 : Sweetheart Days de Malcolm St. Clair
- 1922 : According to Hoyle (en) de W.S. Van Dyke
- 1923 : Brilliantino the Bull Fighter de Ben F. Wilson
- 1923 : Asleep at the Switch de Roy Del Ruth
- 1924 : Ten Dollars or Ten Days de Del Lord
- 1926 : The Hollywood Kid de Roy Del Ruth
- 1924 : Romeo and Juliet de Reggie Morris et Harry Sweet
- 1924 : The Cat's Meow de Roy Del Ruth
- 1924 : East of the Water Plug de Francis Martin
- 1925 : Water Wagons de Del Lord
- 1925 : The Raspberry Romance de Lloyd Bacon
- 1926 : When a Man's a Prince d'Edward F. Cline
- 1926 : Smith's Vacation d'Edward F. Cline (non crédité)
- 1926 : Her Actor Friend d'Edward F. Cline
- 1926 : A Blonde's Revenge d'Edward F. Cline
- 1927 : The Plumber's Daughter de Larry Semon (non crédité)
- 1927 : Broke in China d'Edward F. Cline
- 1927 : Crazy to Fly d'Harold Beaudine
- 1929 : Single Bliss d'Eddie Baker
- 1932 : Hypnotized de Mack Sennett (non crédité)

### Comme scénariste
- 1918 : His Day Out d'Arvid E. Gillstrom
- 1919 : Tootsies and Tamales de Noel M. Smith
- 1921 : The Applicant de Jimmy Aubrey et Charles Avery
- 1921 : Fridolin messager de Jimmy Aubrey
- 1925 : Peggy the Vamp de Mark Goldaine
- 1925 : Peggy's Pests de Mark Goldaine
- 1925 : Tin Hoss de Mark Goldaine
- 1925 : Peggy's Putters de Mark Goldaine
- 1925 : Peggy's Heroes de Mark Goldaine
- 1925 : Peggy's Helpers de Mark Goldaine
- 1925 : Peggy's Reward de Mark Goldaine